# Wincenty Wnuk
Wincenty Wnuk (ur. 6 października 1897 w Lublinie, zm. 2 czerwca 1987 w Warszawie) – pułkownik piechoty Wojska Polskiego, kawaler Orderu Virtuti Militari.

## Życiorys
Urodził się 6 października 1897 w Lublinie, w rodzinie Jana i Antoniny z Szybalskich. Ukończył 6 klas Gimnazjum Filologicznym im. St. Śliwińskiego w Lublinie. 4 listopada 1915 w Kozienicach wstąpił do Legionów Polskich. Ukończył kurs szkoły podoficerskiej, a następnie służył w 6 kompanii 2 pułku piechoty. W 1916 odbył kampanię wołyńską. 18 września tego roku został kontuzjowany i przebywał w szpitalu w Lublinie. Dalszą służbę odbywał w 4 kompanii szkolnej w Dęblinie. Po  kryzysie przysięgowym, jaki miał w lipcu 1917 roku, został skierowany do Szkoły Podchorążych w Zambrowie.
11 listopada 1918, w stopniu podporucznika, został skierowany do 8 pułku piechoty Legionów. Z tym pułkiem walczył w wojnie z bolszewikami jako dowódca 9 kompanii, a następnie batalionu. Wyróżnił się w bitwie nad Niemnem, kiedy jego oddział wziął do niewoli licznych jeńców i zdobył karabiny maszynowe.
W kwietniu 1924 przydzielony został z Baonu Szkolnego Piechoty Okręgu Korpusu Nr II do macierzystego pułku. 18 lutego 1928 roku został mianowany majorem ze starszeństwem z dniem 1 stycznia 1928 roku i 207. lokatą w korpusie oficerów piechoty. Do 1930 służył w 8 pp Leg. na stanowisku dowódcy I batalionu, a przez pewien czas był wykładowcą taktyki w Centrum Wyszkolenia Piechoty w Rembertowie. W 1933 został przeniesiony do 10 pułku piechoty w Łowiczu na stanowisko dowódcy III batalionu, detaszowanego w Skierniewicach.

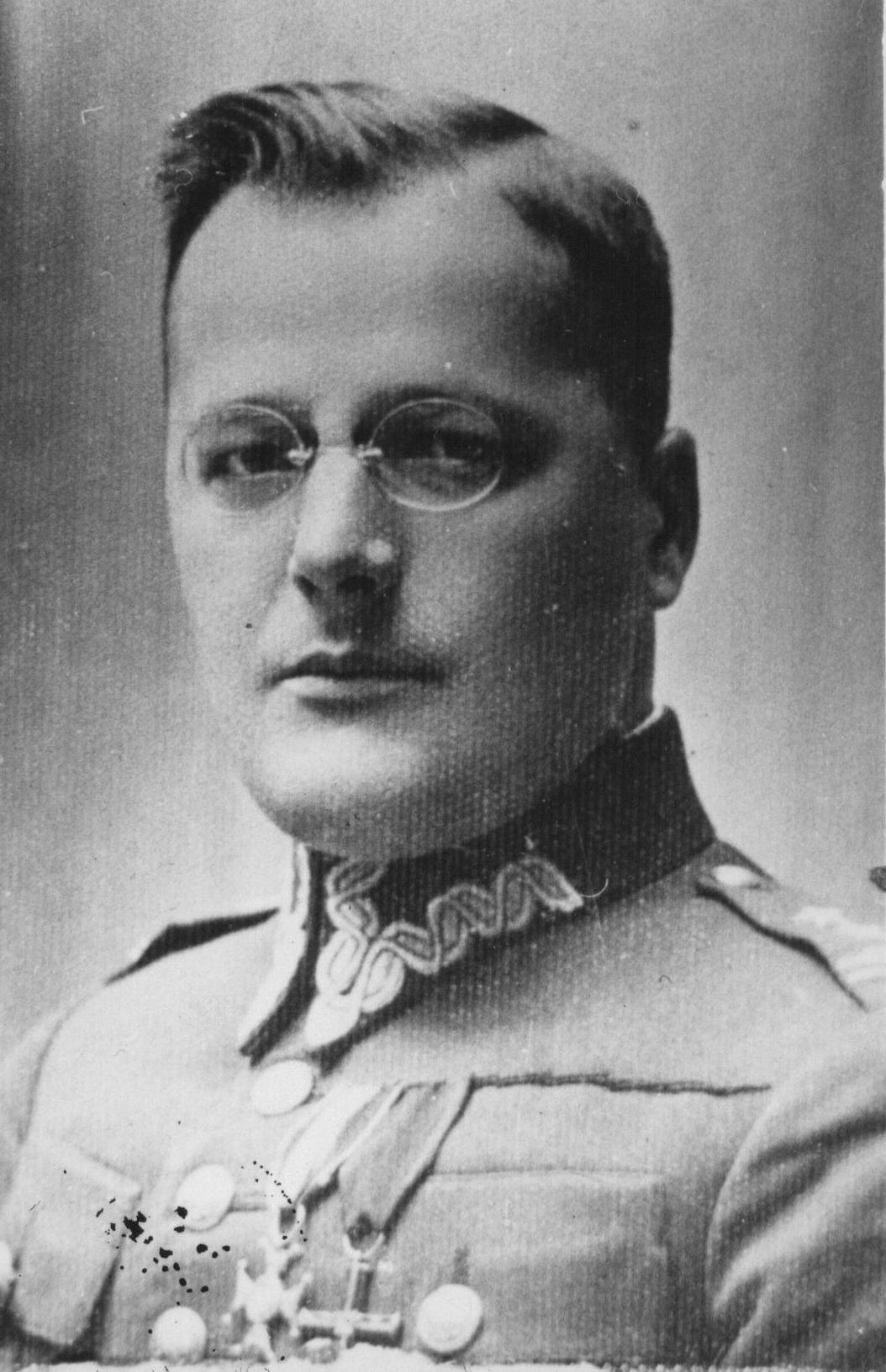
Wincenty Wnuk, ppłk

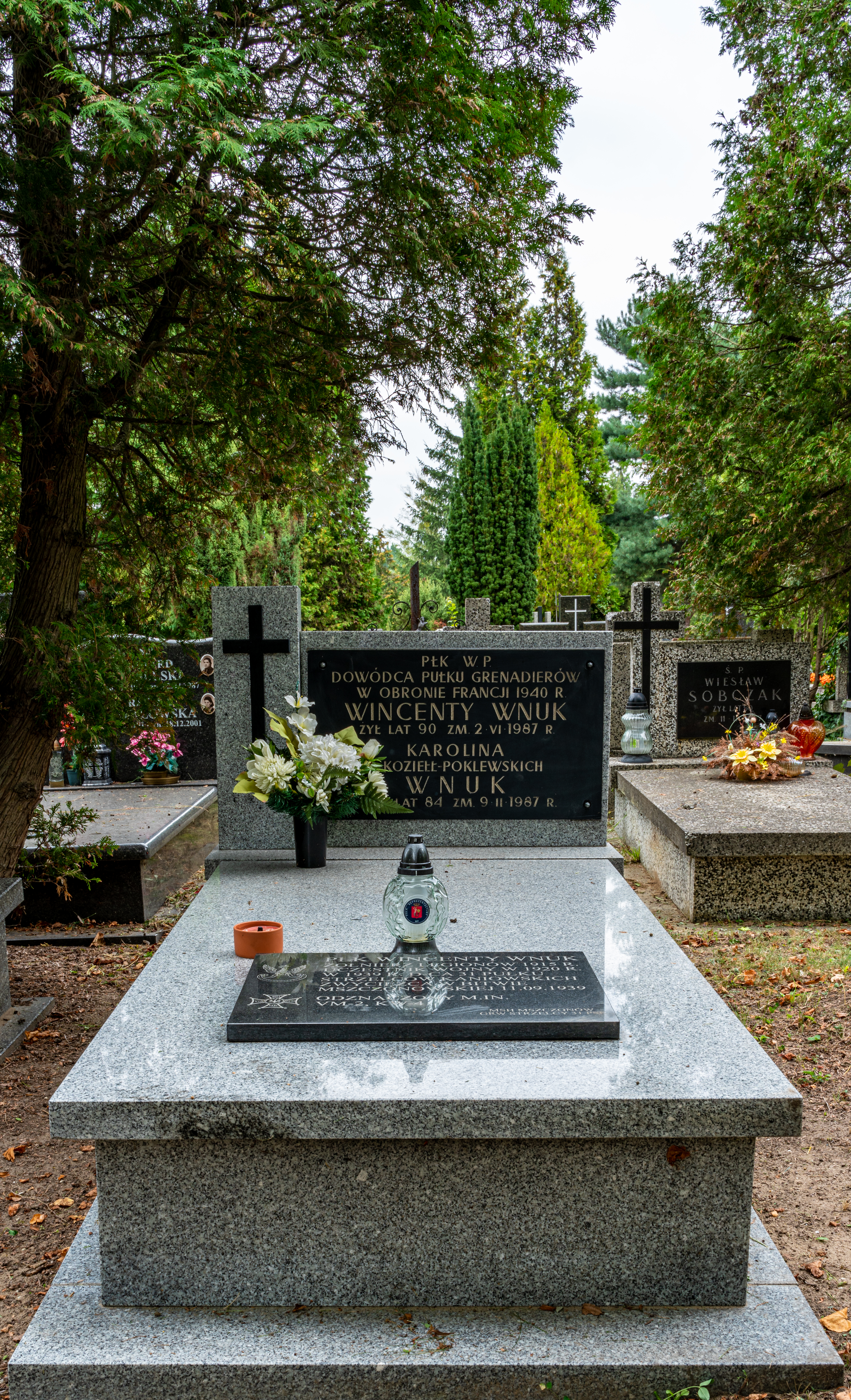
Grób Wincentego Wnuka na cmentarzu Komunalnym Północnym w Warszawie

24 stycznia 1934 roku został awansowany na podpułkownika ze starszeństwem z dniem 1 stycznia 1934 roku i 18. lokatą w korpusie oficerów piechoty. Od 9 kwietnia 1934 roku był zastępcą dowódcy 72 pułku piechoty im. Dionizego Czachowskiego w Radomiu. 15 lipca 1938 roku został dowódcą 8 pułku piechoty Legionów w Lublinie. W marcu 1939 roku objął dowództwo i rozpoczął organizację batalionu KOP „Małyńsk”.
W przeddzień kampanii wrześniowej wymienił na stanowisku dowódcy 31 pułku Strzelców Kaniowskich w Sieradzu płk. Stanisława Józefa Biegańskiego. Wraz z pułkiem, w składzie 10 Dywizji Piechoty ze składu Armii „Łódź”, bronił linii Warty na przedpolach Sieradza, a podczas odwrotu zniszczył z zaskoczenia 11 września w Mszczonowie zmotoryzowaną kolumnę zaopatrzeniową niemieckiego XVI Korpusu oraz kompanię propagandową Luftwaffe. Swój szlak wrześniowy skończył pod Kozienicami, gdzie 31 pp został rozbity. Część żołnierzy przedarła się jednak pod Tomaszów Lubelski i tam została wzięta do niewoli przez Sowietów (27 oficerów 31 pp jest na Liście Katyńskiej). Sztandar 31 pp za wojnę obronną 1939 r. został odznaczony Krzyżem Złotym Orderu Virtuti Militari (obecnie znajduje się w stałej ekspozycji w Muzeum Wojska Polskiego w Warszawie).
Podpułkownik Wnuk przedostał się na Węgry, a następnie do Francji. W kampanii francuskiej 1940, w stopniu pułkownika, dowodził 3 pułkiem Grenadierów Śląskich. Następnie ewakuował się do Wielkiej Brytanii.
Po wojnie wrócił do kraju i zamieszkał w Warszawie. Ożenił się z Karoliną z Koziełł-Poklewskich (1902–1987).
Zmarł 2 czerwca 1987 w Warszawie. Pochowany na Cmentarzu Komunalnym Północnym na Wólce Węglowej w Warszawie (kwatera W-XIII-7-11-19).

## Ordery i odznaczenia
- Krzyż Złoty Orderu Wojennego Virtuti Militari nr 154[9]
- Krzyż Srebrny Orderu Wojskowego Virtuti Militari nr 1877 (17 maja 1921)[10][9]
- Krzyż Niepodległości (16 września 1931)[11]
- Krzyż Kawalerski Orderu Odrodzenia Polski
- Krzyż Walecznych (czterokrotnie)[12]
- Złoty Krzyż Zasługi (10 listopada 1928)[13]
- Medal Pamiątkowy za Wojnę 1918–1921[12]
- Medal Dziesięciolecia Odzyskanej Niepodległości[12]
- Medal 10 Rocznicy Wojny Niepodległościowej (Łotwa)[14]